# Djupsjön (Bjuråkers socken, Hälsingland)
Djupsjön är en sjö i Hudiksvalls kommun i Hälsingland och ingår i Delångersåns huvudavrinningsområde. Sjön har en area på 0,0602 kvadratkilometer och ligger 207 meter över havet. Sjön avvattnas av vattendraget Brickabäcken.

## Delavrinningsområde
Djupsjön ingår i det delavrinningsområde (687391-153783) som SMHI kallar för Ovan 687360-153885. Medelhöjden är 216 meter över havet och ytan är 1,24 kvadratkilometer. Räknas de 2 avrinningsområdena uppströms in blir den ackumulerade arean 18,44 kvadratkilometer. Brickabäcken som avvattnar avrinningsområdet har biflödesordning 2, vilket innebär att vattnet flödar genom totalt 2 vattendrag innan det når havet efter 70 kilometer. Avrinningsområdet består mestadels av skog (81 procent). Avrinningsområdet har 0,06 kvadratkilometer vattenytor vilket ger det en sjöprocent på 4,5 procent.